# 모닝구무스메 베스트 셀렉션 ~The 25주년~
모닝구무스메 베스트 셀렉션 ~The 25주년~(モーニング娘。ベストセレクション 〜The 25周年〜, Morning Musume Best Selection The 25th Anniversary)는 2023년 8월 30일에 발매된 모닝구무스메의 여덟 번째 베스트 앨범이다. 「모닝구무스메'23」 명의로 발매된다.

## 참여 멤버
- 9기 : 후쿠무라 미즈키, 이쿠타 에리나
- 10기 : 이시다 아유미
- 11기 : 오다 사쿠라
- 12기 : 노나카 미키, 마키노 마리아, 하가 아카네
- 13기 : 요코야마 레이나
- 15기 : 키타가와 리오, 오카무라 호마레, 야마자키 메이
- 16기 : 사쿠라이 리오
- 17기 : 이노우에 하루카, 유미게타 아코

## 차트 및 판매량
- 주간최고순위 2위 (오리콘 차트)
- 일간최고순위 2위 (오리콘 차트)
- 주간합산최고순위 3위 (오리콘 차트)